# Musacevo, Stara Zagora
Musacevo (în bulgară Мусачево) este un sat în comuna Gălăbovo, regiunea Stara Zagora,  Bulgaria. 

## Demografie
Componența etnică a satului Musacevo
     Bulgari (66,21%)
     Nicio identificare (33,78%)
     Altele (0%)
La recensământul din 2011, populația satului Musacevo era de 219 locuitori. Din punct de vedere etnic, majoritatea locuitorilor (66,21%) erau bulgari. Pentru 33,78% din locuitori nu este cunoscută apartenența etnică.